# آریل بروگی
آریل بروگی (انگلیسی: Ariel Broggi؛ زادهٔ ۱۵ ژانویهٔ ۱۹۸۳) بازیکن فوتبال اهل آرژانتین است.
از باشگاه‌هایی که در آن بازی کرده‌است می‌توان به باشگاه فوتبال آنکاراگوچو، باشگاه فوتبال ولز سارسفیلد، و باشگاه فوتبال بانفیلد اشاره کرد.